# ثوري-ليوتي
ثوري-ليوطي (بالفرنسية: Thorey-Lyautey) هي بلدية في إقليم مورت وموزيل في شمال شرق فرنسا.

## التركيبة السكانية
| السنة | 1962 | 1968 | 1975 | 1982 | 1990 | 1999 | 2012 |
| --- | ---- | ---- | ---- | ---- | ---- | ---- | ---- |
| السكان | 114  | 115  | 95   | 81   | 111  | 118  | 138  |
| From the year 1968 on: No double counting—residents of multiple communes (e.g. students and military personnel) are counted only once. |      |      |      |      |      |      |      |

## وصلات خارجية
- Thorey-Lyautey on the ING Web site[وصلة مكسورة]
- Thorey-Lyautey on the INSEE Web site
- Thorey-Lyautey on the Quid Web site
- Thorey-Lyautey on a map of France[وصلة مكسورة]